# Keratea
Keratea (in greco Κερατέα?) è un ex comune della Grecia nella periferia dell'Attica (unità periferica dell'Attica Orientale) con 11.205 abitanti secondo i dati del censimento 2001.
È stato soppresso a seguito della riforma amministrativa, detta Programma Callicrate, in vigore dal gennaio 2011 ed è ora compreso nel comune di Lavreotiki.
Keratea è situata approssimativamente 41 km a sud-est di Atene, a sud dell'aeroporto internazionale Eleftherios Venizelos e di Attiki Odos e a nord-ovest di Capo Sunio.
Keratea venne fondata tra il 700 ed il 500 a.C. secondo le antiche documentazioni.
Le montagne dominano i lati meridionale e settentrionale della città. Quelle a sud sono il Panion, composte da rocce e praterie. Dopo l'industrializzazione avvenuta negli anni sessanta e settanta l'agricoltura ha lasciato il passo ad un'economia basata sugli affari. In seguito, Keratea venne inglobata dall'area metropolitana di Atene. La sua urbanizzazione iniziò a cavallo tra gli anni settanta e ottanta, ed è continuata fin ad oggi. Parte della popolazione è ancora dedita al lavoro rurale. Negli anni ottanta è stata costruita una bretella ferroviaria che passa 500 m a nord del centro cittadino collegando Lavrio e Kifissia, e a cui sono state aggiunte due linee.
Le altre infrastrutture includono un campo da calcio/football qualche centinaio di metri ad ovest ed uno stabilimento per la manipolazione dell'idrogeno.
Le piogge torrenziali del 24 novembre 2005 devastarono la parte occidentale del comune, senza però inondare la zona abitata.

## Società

### Evoluzione demografica
| Anno | Popolazione | Modifica     |
| ---- | ----------- | ------------ |
| 1981 | 7.511       | -            |
| 1991 | 9.715       | 1204/129,34% |
| 2001 | -           | -            |

## Posizione geografica
| Nord-ovest: Kouvaras                | Nord: Markopoulo Mesogeias |                              |
| Ovest: Anavyssos e Kalyvia Thorikou | Keratea                    | Est: Golfo Petalies/Mar Egeo |
| Sud-ovest: Palaia Fokaia            | Sud: Lavrio                | Sud-est: Agios Konstantinos  |